# 佩欧
佩欧（法語：Péault，法語發音：[peo]）是法国卢瓦尔河地区大区旺代省的一个市镇，属于永河畔拉罗什区。

## 地理
佩欧（46°30'11"N, 1°13'14"W）面积9.09 平方千米，位于法国卢瓦尔河地区大区旺代省，该省份为法国西部沿海省份，北起大西洋卢瓦尔省和曼恩-卢瓦尔省，西临大西洋，南至滨海夏朗德省，东部及东南部与德塞夫勒省接壤。
与佩欧接壤的市镇（或旧市镇、城区）包括：拉布勒托尼耶尔-拉克莱、科尔普、拉库蒂尔、莱马尼勒雷尼耶、莱河畔马勒伊-迪赛。

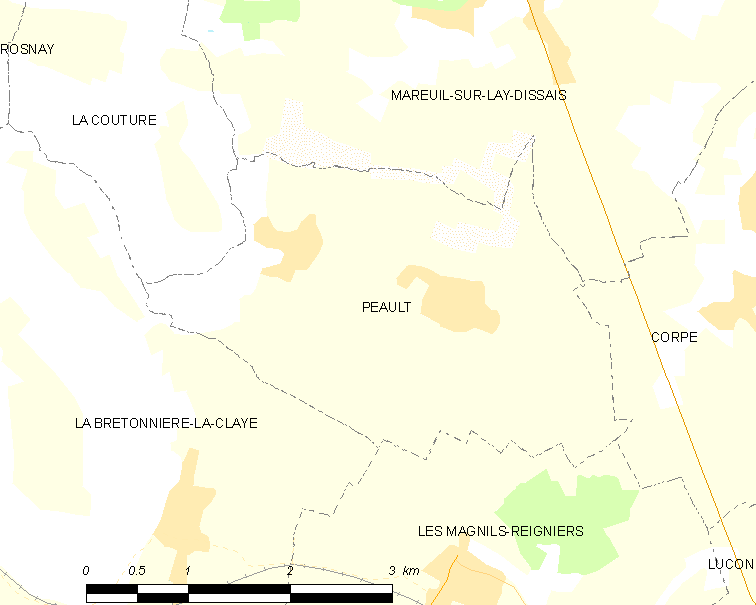
佩欧的OSM定位图

佩欧的时区为UTC+01:00、UTC+02:00（夏令时）。

## 行政
佩欧的邮政编码为85320，INSEE市镇编码为85171。

## 政治
佩欧所属的省级选区为莱河畔马勒伊-迪赛县。

## 人口

1962-2008年间佩欧人口变化图示

佩欧于2022年1月1日时的人口数量为618人。